# 2262 Mitidika
A 2262 Mitidika (ideiglenes jelöléssel 1978 RB) a Naprendszer kisbolygóövében található aszteroida. Paul Wild fedezte fel 1978. szeptember 10-én.